# Mimi Kött

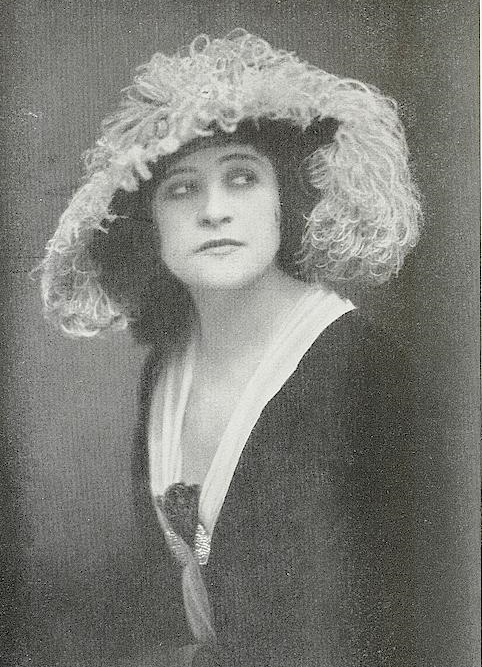
Mimi Kött, ca. 1923

Mimi Kött, eigentlich Margit Weiß, (* 3. Juni 1890 in Neupest, Budapest; † 10. Februar 1931 in Wien) war eine ungarische Sängerin und Schauspielerin.

## Leben

### Kindheit und Ausbildung
Kött wurde als Tochter eines jüdischen Kantors in Budapest geboren. Nach der Absolvierung der Volks- und Bürgerschule arbeitete sie zuerst als Stenotypistin. Danach absolvierte sie, mit Zustimmung ihrer Eltern, eine Ausbildung zur Tänzerin und Schauspielerin an der Theaterschule Wieland.

### Berufliche Laufbahn
Mit 17 Jahren hatte sie ihren ersten Auftritt in einem Budapester Kabarett als Interpretin eines Gedichtes. Entdeckt wurde Mimi Kött von Oskar Stalla, der ihr ein Engagement ans Stadttheater Olmütz vermittelte. In Olmütz wurde der Theaterdirektor Wilhelm Karczag auf sie aufmerksam und lud sie nach Wien ein. Dort war sie zuerst als zweite Soubrette und in kleineren Partien an mehreren bekannten Theatern tätig. Sie wurde als erste Soubrette ans Johann Strauß-Theater engagiert. Ihr größter Erfolg war 1923 die Hauptrolle in Madame Pompadour im Carltheater, wo sie als Nachfolgerin von Fritzi Massary anerkannt wurde. Mit „Madame Pompadour“ erreichte sie den Höhepunkt ihrer Karriere. Mimi Kött gehörte nach kurzer Zeit zur ersten  Garde der Wiener Operettensoubretten, war eine der prominentesten Schauspielerinnen Wiens und feierte auch als Revuestar große Erfolge. Auf rein schauspielerischem Gebiet verkörperte sie Nana in der gleichnamigen Dramatisierung von Zolas Roman in den Kammerspielen, die zuerst für die Maria Orska gedacht war. Ihr letzter Auftritt in Wien fand 1928 im Johann Strauß-Theater in der Baker-Revue statt. Mit deren Ensemble absolvierte sie noch eine erfolgreiche Tournee durch Deutschland.

### Gesellschaft und Interessen
Mimi Kött spielte nicht nur auf der Bühne, sondern auch in der Wiener Gesellschaft eine große Rolle. Sie lebte in sehr guten Vermögensverhältnissen, besaß ein Haus in der Wiedner Hauptstraße 23 (4. Bezirk), auch Rainer-Hof genannt, in dem sie eine elegante, prachtvoll eingerichtete Fünf-Zimmer-Wohnung bewohnte. Außerdem erwarb Mimi Kött die Villa Felicitas (Schratt Villa) in Pfandl bei Ischl, wo sie jedes Jahr den Sommer verbrachte und die oft im Mittelpunkt des Gesellschaftstreibens stand. Zu ihren Hobbys zählten Tennisspielen, Gymnastiktreiben (Seilspringen 2000 mal am Tag), der Wiener Athletiksport-Club zählte sie zu seinen Mitgliedern. Auf zahlreichen Reisen lernte sie fast ganz Europa kennen, mit Ausnahme von Russland, obwohl sie sich gerade für dieses Land sehr interessierte und sogar eine Vorliebe für die russischen Dichter entwickelt hatte. Sie besaß eine Bibliothek mit russischer Literatur, die eine der umfangreichsten in deutschen Ländern war.

### Die letzten Jahre
Mimi Kött war, ähnlich wie Orska, morphiumsüchtig. Die immer stärker werdenden Probleme zwangen sie, ihre Bühnenkarriere zu beenden. Nach schweren Depressionen zog sie sich immer mehr aus der Öffentlichkeit zurück und verfiel in einen Zustand fortschreitender Melancholie. Sie versuchte immer gesund zu werden, um ihre plötzlich beendete Karriere wieder anzukurbeln, weil sie sich davor gefürchtet hat, dass sie vergessen wird. Sie unterzog sich erfolglos verschiedenen Entziehungskuren in Entwöhnungsanstalten. Die Zwischenzeiten verbrachte sie mit Reisen, die ihrer Erholung dienen sollten. Im Sommer lebte sie in ihrer Ischler Villa, wo sie, wenn es ihr Gesundheitszustand erlaubte, viele Gäste empfing. Nach ihrer letzten Entziehungskur ließ Kött sich im Herbst 1930 für längere Zeit in Paris nieder, von wo auch die ersten Nachrichten von einem Selbstmordversuch kamen. Den zweiten verübte sie in ihrer Wiener Wohnung, wo sie noch gerettet werden konnte. In ihren letzten Monaten führte sie ein zurückgezogenes Leben, erlitt häufig Schwächeanfälle und stand unter ständiger ärztlicher Aufsicht. Ihr dritter, erfolgreicher Versuch erfolgte am Samstag, dem 7. Februar 1931, ebenfalls in ihrer Wiedner Wohnung. Sie hatte wegen Schlaflosigkeit mehrere Tabletten Veronal genommen, von denen sie starken Gebrauch machte. Am Samstag fühlte sich Kött besonders schwach und litt unter schweren Depressionen, sie empfing noch ihren Vermögensverwalter Gilberberg und sprach mit ihm ausführlich über ihre Angelegenheiten. In einem unbewachten Augenblick nahm sie mehrere Tabletten Veronal und verfiel in einen schweren Schlaf. Ihre Pflegerin stellte am Abend fest, dass Kött bewusstlos war. Daraufhin wurde sie in das Sanatorium Fürth überführt. Mimi Kött starb am 10. Februar 1931 an einer Schlafmittelvergiftung, erschwert durch eine Lungenentzündung, die die unmittelbare Todesursache war. Die Beerdigung fand am 13. Februar 1931 auf dem Zentralfriedhof statt. Ihr Nachlass wurde am 12. und 13. Mai 1931 in Wien versteigert.

## Familie
Mimi Kött war einige Male verheiratet, ließ sich aber jedes Mal scheiden. Ihre bekannteste Ehe schloss sie mit dem albanischen Prinzen Katarici, die aber nur ein Jahr andauerte. Sie hatte eine einzige Schwester Adele Hoffer, die in Agram verheiratet war und bei der sie sich in den letzten Tagen ihres Lebens aufhielt.

## Rezeption
Mimi Kött wurde oft für ihr offensichtliches schauspielerisches Talent gelobt. Besonders wurde immer ihr Temperament und ungarisch-orientalische „Rassigkeit“ ihrer Bühnenerscheinung sowie der echte Soubrettenton ihres Singens, verbunden mit dem Tanztalent und der Eleganz ihrer Erscheinung, hervorgehoben, was sie sehr schnell zu einem Bühnenliebling machte.
Zu ihrer Darstellung von Madame Pompadour schrieb Wiener Neue Freie Presse am 5. Mai 1923: […] Die Rolle ist bisher eng mit dem persönlichen Erfolge Fritzi Massarys verknüpft […] im Theaterbetriebe sehr unbeliebte „Nachspielen“ einer Rolle ist also in diesem Falle besonders schwierig und undankbar. […] Fräulein Mimi Kött besitzt diese spielfreudige Courage und außerdem noch viele persönliche Qualitäten, die sie befähigen, die Pompadour reizvoll und wirksam zu spielen. Ihrem wienerischen Soubrettentemperament entsprechend, spielt sie die Figur weniger bedeutend und mehr soubrettenhaft launig und übermutig. Sie singt die schwierige Partie mit einer bemerkenswert fortgeschrittenen Technik, tanzt überaus anmutig und sieht in ihren aparten Kostümen reizend aus. Das „Josef“ Duett musste sie mit Tautenhayn unzählige Male wiederholen […].
Es war ihre Art keine obligate Soubrettenherzigkeit, sondern mehr einen intellektuell-parodistischen Witz zu produzieren. Mimi Kött war schlank, schwarzhaarig mit fast harten Zügen und vor allem mit Sex-Appeal. Kött erschien auch in einigen Hosenrollen, die ihr blendend zu Gesicht standen. Sie war dafür bekannt, dass sie vor und nach der Premiere eines Stückes immer an ihrer Leistung gearbeitet hat. Felix Fischer, ein guter Freund von ihr, berichtete, dass sie, wo sie nach einer Serie der „Nana“ Aufführungen wieder in einer Revue auftreten musste, ihm in einem bis zu einer Stunde ausgedehnten telefonischen Gespräch anvertraute, wie sehr sie, nachdem sie einmal einen richtigen Charakter verkörpert hatte, unter dem Zwange des Revueunsinns leide. Von der Presse wurde Mimi Kött als Dame der großen Welt, die sich mit einem gediegenen Luxus zu umgeben wusste, angesehen. Die Zeitungen erfüllten zur Mimi Kötts Zeit einen informativen und zugleich kommentierenden Charakter. Sie verfolgten insbesondere das Ende dieser berühmten Operettendiva mit aktiver Teilnahme. Kött wird gänzlich als Opfer des Rauschgiftes angesehen und in ein Mitleid erweckendes Licht gestellt. Ihre Selbstmordversuche hatten starke Teilnahme hervorgerufen.

## Rollenverzeichnis
Wiener Bürgertheater
- Reichwein: „Hol mich der Teufel“
- Stefann: „Agri“
- E. Eysler: „Der fidele Geiger“ (1919)
- O. Jascha: „Revanche“ (1924)

Johann Strauß-Theater
erste Soubrette
- Heuberger: Stubenmädchen Hortense in „Opernball“
- R. Stolz: weibliche Hauptrolle in Operette „Eine Sommernacht“ (1921)
- letzter Auftritt in Josephine-Baker-Revue: „Schwarz auf weiß“ (1928)

Carltheater
- O. Nedbal: Titelrolle in „Donna Gloria“
- L. Fall: Madame Pompadour (1923)

Modernes Theater Wien
- Hauptrolle in einer französischen Komödie „La Bouche“

Neue Wiener Bühne
- Katscher-Revue

Kurzfilm
- Tonis Brautfahrt (1919)

Kammerspiele
- Bühnenfassung der Nana

Tournee
- Eysler: Partnerin von Alexander Girardi in „Künstlerblut“